# Рушевица
Рушевица је насељено место у општини Цетинград, на Кордуну, Карловачка жупанија, Република Хрватска.

## Географија
Рушевица се налази око 4,5 км северно од Цетинграда.

## Историја
Рушевица се од распада Југославије до августа 1995. године налазила у Републици Српској Крајини. До територијалне реорганизације у Хрватској налазила се у саставу бивше велике општине Слуњ.

## Становништво
Према попису становништва из 2011. године, насеље Рушевица је имало 57 становника.

### Број становника по пописима
| Националност   | 2001. | 1991. | 1981. | 1971. | 1961. | 1953. | 1948. | 1931. | 1921. | 1910. | 1900. | 1890. | 1880. | 1869. | 1857. |
| бр. становника | 65    | 298   | 327   | 399   | 452   | 466   | 438   | 661   | 578   | 621   | 571   | 571   | %     | %     | 172   |

- напомене:

У 1857. исказано под именом Хрушевица. У 1869. и 1880. подаци садржани у насељу Батнога.

### Национални састав
| Националност       | 2001.       | 1991.        | 1981.        | 1971.        | 1961.        |
| Хрвати             | 40 (61,53%) | 48 (16,10%)  | 44 (13,45%)  | 54 (13,53%)  | 78 (17,25%)  |
| Срби               | 19 (29,23%) | 245 (82,21%) | 266 (81,34%) | 344 (86,21%) | 371 (82,07%) |
| Југословени        | 0           | 0            | 11 (3,36%)   | 0            | 1 (0,22%)    |
| остали и непознато | 6 (9,23%)   | 5 (1,67%)    | 6 (1,83%)    | 1 (0,25%)    | 2 (0,44%)    |
| Укупно             | 65          | 298          | 327          | 399          | 452          |